# Camille Burger
 (octobre 2018).
Pour les articles homonymes, voir Burger.
Camille Burger  est une auteure française de bande dessinée.

## Publications Bd
- Linda Glamouze
  - tome1 : Sans dessous dessus..., scénario, dessin et couleurs de Camille Burger, Audie, coll. « Fluide Glamour », Éditions Fluide Glacial  2009.
- El guido del crevardo scénario, dessin et couleurs de Camille Burger, Audie,  Éditions Fluide Glacial  2016.
- Les désobéisseurs, ouvrage collectif, « Office National des Forêts, un portrait de Michel Bernard » , Vide Cocagne, coll. « Soudain », 2013.
- Hôpital public : Entretiens avec le personnel hospitalier, ouvrage collectif, Vide Cocagne, coll. « Soudain », 2013[1].
- RAYMOND DEVOS en BD , éditions Jungle, ouvrage collectif 2017
- La mariée en colère, d'après le blog de Nathalie Bernard éditions Jungle 2021
- Du prince charmant au chacal puant , en collaboration avec Sylvie Albou - Tabart , Éditions Marabout (collection Marabulles) 2020
- Loosely planet Thaïlande,  scénario, dessin et couleurs de Camille Burger , Éditions Fluide Glacial 2019
- Punaises de lit survivre à l'invasion sans péter les plombs , Éditée par Association SI TOIT LIEN 2023